# شکوفه در غبار
شکوفه در غبار (به انگلیسی: Blossoms in the Dust) فیلمی تکنی کالر در سبک زندگی‌نامه‌ای، درام و رمانتیک به کارگردانی مروین لیروی با بازی گریر گارسون است.